# Enric Saborit
Enric Saborit Teixidor (Barcelona, 1992. április 27. –) spanyol korosztályos válogatott labdarúgó, jelenleg a Makkabi Tel-Aviv játékosa.

## Pályafutása

### Klubcsapatban
Az RCD Espanyol akadémiáján nevelkedett 2008-ig, majd az Athletic Bilbao korosztályos csapataiba került. 2013. augusztus 23-án mutatkozott be az első csapatban a CA Osasuna elleni bajnoki mérkőzésen, kezdőként végig a pályán volt. 2014. július 9-én kölcsönbe került a szintén spanyol RCD Mallorca csapatához. 2018. június 26-án 3 évre aláírt az izraeli Makkabi Tel-Aviv csapatához.

### A válogatottban
Részt vett a 2009-es U17-es labdarúgó-Európa-bajnokságon Németországban és sikeresen kvalifikáltak az U17-es világbajnokságra.

## Statisztika
2018. február 28-i állapotnak megfelelően.
| Klub             | Szezon           | Bajnokság        | Bajnokság | Bajnokság | Kupa  | Kupa | Európa | Európa | Egyéb | Egyéb | Összesen | Összesen |
| Klub             | Szezon           | Osztály          | Meccs     | Gól       | Meccs | Gól  | Meccs  | Gól    | Meccs | Gól   | Meccs    | Gól      |
| ---------------- | ---------------- | ---------------- | --------- | --------- | ----- | ---- | ------ | ------ | ----- | ----- | -------- | -------- |
| Athletic Bilbao  | 2012–13          | La Liga          | 0         | 0         | 0     | 0    | 0      | 0      | —     | —     | 0        | 0        |
| Athletic Bilbao  | 2013–14          | La Liga          | 5         | 0         | 0     | 0    | 0      | 0      | —     | —     | 5        | 0        |
| Athletic Bilbao  | 2015–16          | La Liga          | 0         | 0         | 0     | 0    | 1      | 0      | —     | —     | 1        | 0        |
| Athletic Bilbao  | 2016–17          | La Liga          | 9         | 0         | 3     | 1    | 2      | 1      | —     | —     | 14       | 2        |
| Athletic Bilbao  | 2017–18          | La Liga          | 14        | 0         | 2     | 0    | 2      | 0      | —     | —     | 20       | 0        |
| Összesen         | Összesen         | Összesen         | 28        | 0         | 5     | 1    | 5      | 1      | 0     | 0     | 38       | 2        |
| RCD Mallorca     | 2014–15          | Segunda División | 16        | 0         | 1     | 0    | —      | —      | —     | —     | 17       | 0        |
| Összesen         | Összesen         | Összesen         | 16        | 0         | 1     | 0    | 0      | 0      | 0     | 0     | 17       | 0        |
| Karrier összesen | Karrier összesen | Karrier összesen | 44        | 0         | 6     | 1    | 5      | 1      | 0     | 0     | 55       | 2        |